# Баба (кулинария)

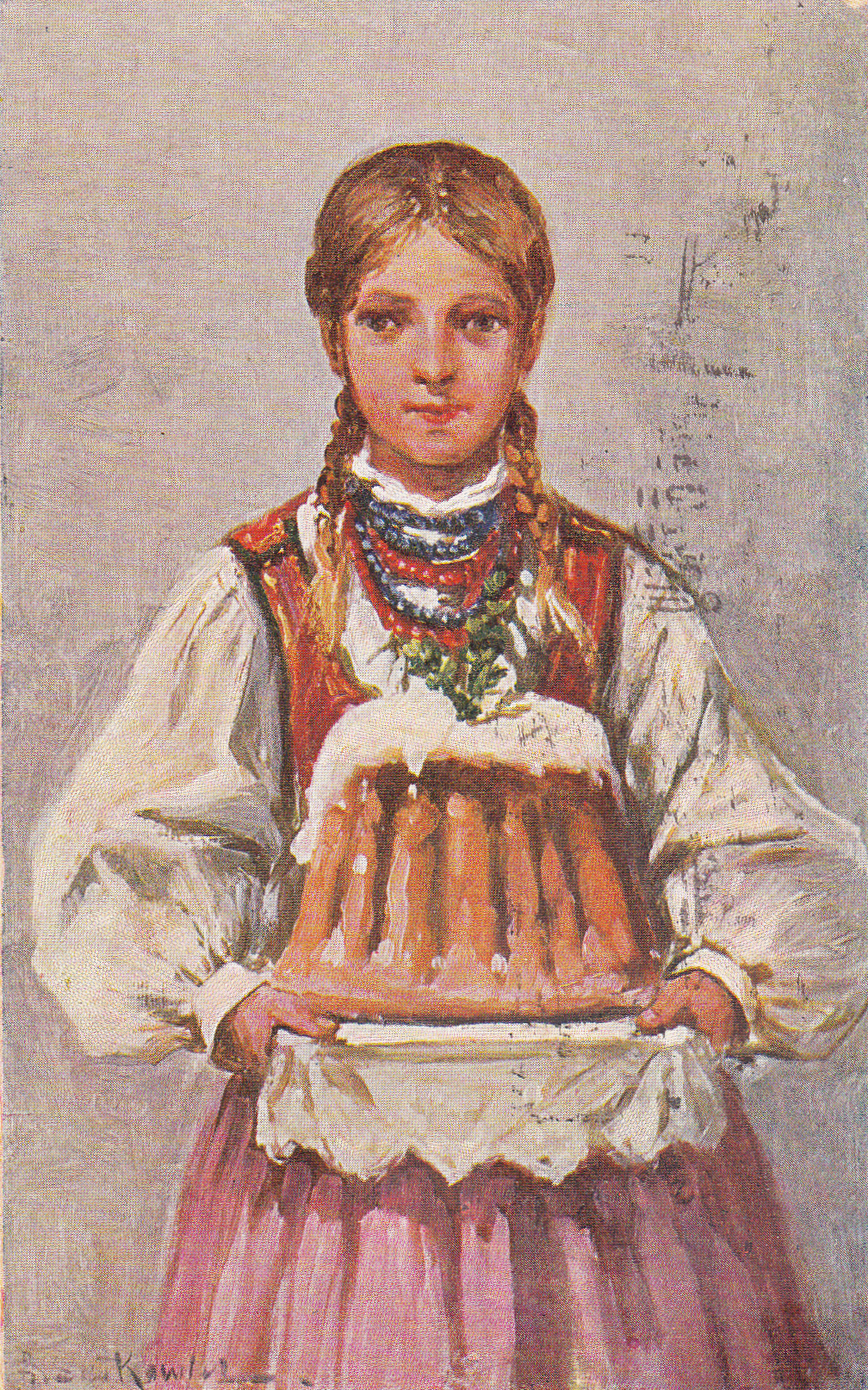
Адам Сэткович, Девушка в народном костюме (открытка 30-х годов XX века). В руках девушки баба вельканоцна (baba wielkanocna)

Ба́ба (паска; пол. baba, babka wielkanocna, paska) — традиционная польская и западнорусская сладкая пасхальная выпечка из дрожжевого теста характерной формы (высокая и рыхлая), часто с добавлением изюма и ванили. Сверху бабу посыпают сахарной пудрой или покрывают шоколадной глазурью.

## История
Изделие было характерно для Западной Руси (Полотчины, Новгородчины, Псковщины, Смоленщины), а также Польши и Германии. С середины XIX века в России оно почти исчезло из обихода. Считалось, что у хорошей хозяйки бабы порой получаются настолько высокими, что из печи невозможно достать не разломав печь: «Бабу вынимают — печь ломают».
В Речи Посполитой «бабы» традиционно подавались к столу на Пасху. «Баба» или «бабка» является аналогом русских куличей, как правило — это небольшой сдобный пасхальный хлеб, сделанный из пшеничной муки. Бабу пекут в Великую субботу. Приготовление пасхальных баб в старой Польше представляло собой торжественный процесс. Выпечкой занимались только женщины, мужчины в этот день на кухню не допускались. В бабы из дрожжевого теста добавляли растворённый в водке шафран, для придания цвета и аромата, резаный миндаль, изюм, ваниль. Тесто подходило в специальных формах, покрытых льняной тканью. Строго следили за тем, чтобы на кухне не было сквозняков, так как от воздействия холода бабы получались с «закалом» (с плотным сырым слоем без пор внутри). Осевшая при выпечке либо слишком зарумянившаяся баба считалась большой неудачей хозяйки. Остужали готовые изделия, во избежание замятия, в пуховых перинах, при этом следовало говорить только шёпотом, считалось, что шум портит бабу. Пасхальные бабы щедро украшали глазурью. Особенно нежным тестом славились бабы «пуховые» и «муслиновые». В тесто для «муслиновой» бабы кладётся большое количество яичных желтков, и взбивается оно в общей сложности не менее одного часа. Баба «пуховая» менее трудна в приготовлении и не так дорога, тем не менее также отличается изысканным вкусом. На пасхальном столе у князя Сапеги в Деречине (в годы правления Владислава IV) однажды, среди прочего, были поданы сразу 365 бабок — по числу дней в году. Свидетель отмечает «искусный узорчатый орнамент и надписи», украшавшие бабки. Некоторые из гостей, по его словам, «только читали, а не ели» их.
С середины XVIII века получила распространение баба, пропитанная алкоголем. При дворе короля Станислава Лещинского для этой цели использовали мадеру.
Предположительно, первые бабы выпекались в горшках или котлах, поэтому форма для выпечки бабы обычно круглая, глубокая, с ребристой поверхностью и отверстием посередине для лучшего пропекания теста.
Иногда бабка вельканоцна считается синонимом немецкого блюда — гугельхупф (нем. Gugelhupf).